# Orthosia nictitans
Orthosia nictitans là một loài bướm đêm trong họ Noctuidae.